# Melania Sorroche
Melania Sorroche Torres (Manresa, Barcelona, España; 26 de julio de 1990) es una boxeadora profesional española que actualmente ostenta el cinturón EBU de peso gallo desde 2018. Actualmente se encuentra en el Top-20 de su peso en BoxRec.

## Biografía
Nació el 26 de julio de 1990 en Manresa, municipio de Barcelona. Desde el 2012 es profesional de boxeo.

## Carrera Profesional

### Debut
Sorroche debutó el 20 de mayo de 2012 frente a Filipa Monteiro, consiguiendo una victoria por puntos.

### Título WBA de peso gallo

###### Sorroche vs. Rivas
El 18 de junio de 2016 Sorroche se enfrenta a Mayerlin Rivas por el título WBA del peso gallo. El evento tuvo lugar en Venezuela, dónde la local se impuso a Sorroche por decisión dividida con puntuaciones (97-92, 96-93 y 94-95) a su favor.

### Título EBU de peso gallo

###### Sorroche vs. Brace
El 15 de diciembre de 2017 Sorroche se enfrentó a la galesa Ashley Brace por el título EBU de peso gallo. El resultado del combate fue en un principio 97-93, 96-94, 96-95 a favor de Melania Sorroche; sin embargo posteriormente se declaró que las puntuaciones estaban confundidas y se declaró el combate nulo.

###### Sorroche vs. Pérez
El 16 de marzo de 2018 Sorroche se enfrentó a Davinia Pérez por el campeonato EBU de peso gallo,ganó el combate por nocaut técnico en el décimo asalto.

###### Sorroche vs. González
El 30 de noviembre de 2019 Sorroche defendió su campeonato EBU de peso gallo frente a Violeta González, ganó el combate por nocaut en el octavo asalto.

## Récord Profesional[2]
|           | Sumario      |           |
| 23 peleas | 18 Victorias | 3 Derrota |
| Nocaut    | 6            | 1         |
| Decisión  | 12           | 2         |
| Empates   | 2            | 2         |

| Número | Resultado | Récord | Rival                 | Método | Asalto - Tiempo | Fecha                    | Localización                                         | Título                                     |
| 23     | Derrota   | 18-3-2 | Segolene Lefebvre     | PTS    | 10              | 7 de mayo de 2022        | Salle Gayant, Douai, Francia                         | Por el título WBO de peso supergallo       |
| 22     | Victoria  | 18-2-2 | Angela Cannizzaro     | R.T.D. | 3 (8)           | 23 de septiembre de 2021 | Espacio La Alqueria, Alcorcon, España                |                                            |
| 21     | Victoria  | 17-2-2 | Marina Sakharov       | U.D.   | 6               | 12 de junio de 2021      | Campo de Futbol Pont de Vilomara, Barcelona, España  |                                            |
| 20     | Victoria  | 16-2-2 | Violeta González      | K.O.   | 8 (10)          | 30 de noviembre de 2019  | Pabellón del Bon Pastor, Barcelona, España           | Defiende el título de peso gallo de la EBU |
| 19     | Victoria  | 15-2-2 | Nino Gulukhia         | T.K.O  | 1 (6)           | 10 de marzo de 2019      | Pabellón Municipal Pujolet, Manresa, España          |                                            |
| 18     | Victoria  | 14-2-2 | Davinia Pérez         | T.K.O  | 10 (10)         | 16 de marzo de 2018      | Casal Cultural i Recreatiu, Castellbisbal, España    | Gana el título EBU de peso gallo           |
| 17     | Empate    | 13-2-2 | Ashley Brace          | S.D.   | 10              | 15 de diciembre de 2017  | Merthyr Leisure Centre, Merthyr Tydfil, Reino Unido  | Por el título EBU de peso gallo            |
| 16     | Victoria  | 13-2-1 | Violeta González      | PTS.   | 6               | 6 de octubre de 2017     | Casal Cultural i Recreatiu, Castellbisbal, España    |                                            |
| 15     | Derrota   | 12-2-1 | Ana Maria Lozano      | T.K.O. | 2 (10)          | 15 de octubre de 2016    | Polideportivo Fernando Martin, Fuenlabrada, España   |                                            |
| 14     | Victoria  | 12-1-1 | Katherine Quintana    | U.D.   | 4               | 22 de julio de 2016      | Plaza de Toros La Cubierta, Leganes, España          |                                            |
| 13     | Derrota   | 11-1-1 | Mayerlin Rivas        | S.D.   | 10              | 18 de junio de 2016      | Polideportivo José María Vargas, La Guaira,Venezuela | Por el título WBA de peso gallo            |
| 12     | Victoria  | 11-0-1 | Mary Romero           | U.D.   | 6               | 22 de noviembre de 2015  | Pavelló D'Esports El Pujolet, Manresa, España        |                                            |
| 11     | Victoria  | 10-0-1 | Vanesa Caruso         | PTS    | 6               | 2 de octubre de 2015     | Casal Cultural i Recreatiu, Castellbisbal, España    |                                            |
| 10     | Victoria  | 9-0-1  | Ana Mariya Simeonova  | K.O.   | 1 (6)           | 9 de mayo de 2015        | Casal Cultural i Recreatiu, Castellbisbal, España    |                                            |
| 9      | Victoria  | 8-0-1  | Maribel De Sousa      | PTS    | 6               | 8 de noviembre de 2014   | Pabellón Basket Illa, Castellbisbal, España          |                                            |
| 8      | Victoria  | 7-0-1  | Stephanie Ilie        | PTS    | 4               | 12 de abril de 2014      | Casal Cultural i Recreatiu, Castellbisbal, España    |                                            |
| 7      | Victoria  | 6-0-1  | Galina Koleva Ivanova | PTS    | 6               | 8 de febrero de 2014     | Casal Cultural i Recreatiu, Castellbisbal, España    |                                            |
| 6      | Victoria  | 5-0-1  | Aouatif Al Kallachi   | TKO    | 2               | 23 de noviembre de 2013  | Pabellón Basket Illa, Castellbisbal, España          |                                            |
| 5      | Victoria  | 4-0-1  | Lourdes Nuñez         | PTS.   | 4               | 5 de octubre de 2013     | Pabellón Basket Illa, Castellbisbal, España          |                                            |
| 4      | Victoria  | 3-0-1  | Maribel De Sousa      | U.D.   | 4               | 2 de febrero de 2013     | Tarrasa, España                                      |                                            |
| 3      | Empate    | 2-0-1  | Irene Gordo           | PTS    | 4               | 22 de septiembre de 2012 | Gimnasio Metropolitano, Madrid, España               |                                            |
| 2      | Victoria  | 2-0    | Cristina Gómez        | PTS    | 4               | 20 de julio de 2012      | Pabellón Nou Congost, Manresa, España                |                                            |
| 1      | Victoria  | 1-0    | Filipa Monteiro       | PTS    | 4               | 20 de mayo de 2012       | Pabellón Municipal de Deportes, Manlleu,España       | Debut Profesional                          |

## Premios y reconocimientos
- Campeona EBU de peso gallo
- Peleadora femenina del año 2014 de ESPABOX